# Antoinette Vallgren

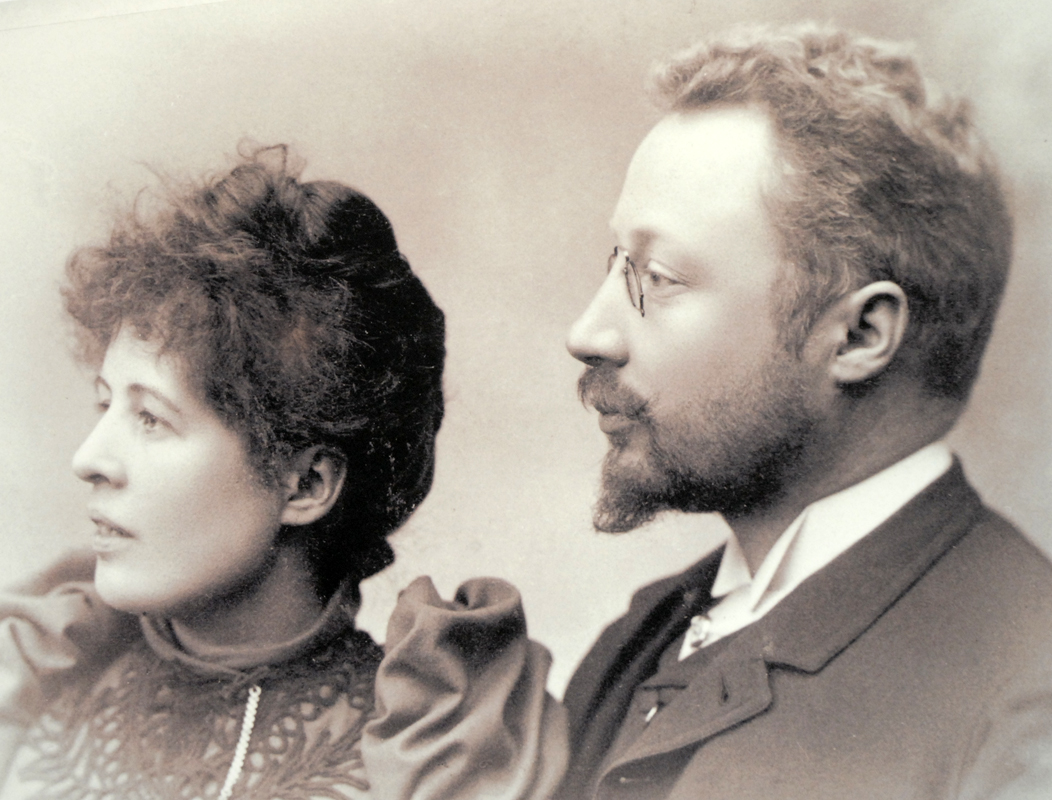
Antoinette Vallgren och hennes man Ville.

Målning av Antoinette Vallgren och hennes man av Albert Edelfelt år 1886

Maria Antoinette Vallgren, född Råström 5 juni 1858 i Stockholm, död 25 juli 1911 i Paris, var en svensk grafiker och skulptör.
Hon var dotter till generalkonsuln Lethgren och Louise Ulrika Ullström (senare omgift med medaljgravören Gustaf Adolf Råström) och från 1882 gift med den finländske konstnären Ville Vallgren. Redan som ung reste hon till Paris där hon lärde sig gravera på Auguste Trichons gravörateljé, Tillsammans med Tekla Nordström graverade hon Carl Larssons illustrationer till Zacharias Topelius Fältskärns berättelser 1883–1884. Hon var verksam som gravör och xylograf fram till slutet av 1880-talet och övergick därefter till skulptur och porträttbyster i marmor och keramik med flera material samt reliefporträtt och plaketter i brons. Enligt makens åsikt var hon dock bättre som bokkonstnär. Hennes specialitet blev framför allt bokpärmar, som hon oftast utförde i läderplastik med figurkompositioner i låg relief, inbrända och patinerade. Hon utförde ett 30-tal lyxband av samtida franska författare.
Bland dessa finns lyxpärmar till den av Albert Edelfelt illustrerade upplagan av Fänrik Ståls sägner, till James Tissots Vie de Jesus, till Pierre Lotis Pêcheurs d'Islande med flera; varje exemplar utfört för hand och i sin särskilda patina. Hennes känsliga och förfinade konst blev högt uppskattad i Frankrike, England och Tyskland. Hon medverkade några gånger i Parissalongen  samt världsutställningen i Chicago 1893 och världsutställningen i Paris 1900 där hon belönades med en silvermedalj samt i utställningar i Helsingfors och Vasa. Hon var den första nordiska kvinna som blev associée i Salon du Champ-de Mars.
Vallgren är representerad vid bland annat i Konstindustrimuseet i Helsingfors och Åbo konstmuseum.